# Моховиков, Иван Анатольевич
Ива́н Анато́льевич Моховико́в (род. 11 апреля 1979, Таллин) — российский актёр театра и кино.

## Биография
Родился 11 апреля 1979 года в Таллине.
Мать — учитель английского языка, отец Анатолий Моховиков — дальнобойщик. Дед по материнской линии — Владимир Михайлович Ермолаев (умер в 1991 году), всю жизнь служивший актёром в Таллинском русском драматическом театре.
После девятого класса записался в театральную студию при Таллинском русском драматическом театре. В 2001 году окончил ГИТИС (курс Алексея Бородина). Работал в Российском академическом молодёжном театре.
В 2004 году после выхода на экраны сериала «Солдаты» (роль Кузьма Соколов) стал знаменитым.
В 2019 году озвучил персонажа по имени Пумба в русском дубляже фильма «Король Лев».

### Личная жизнь
Женат на актрисе Ольге Глушко. В 2007 году у них родился сын Макар.

## Интересные факты
- Рост Ивана Моховикова — 186 см[1].
- Один из двух актёров, который снялся во всех сезонах сериала «Солдаты».
- Снялся в клипе певицы Юта в песне «Жили-Были».